# اوه روسلر
اوه روسلر (به آلمانی: Uwe Rösler) بازیکن فوتبال و مهاجم اهل آلمان شرقی بود که سابقه بازی در تیمهای منچستر سیتی، نورنبرگ، کایزرسلاوترن و ساوت‌همپتون را دارد. وی از سال ۱۹۹۰ میلادی عضو تیم ملی فوتبال آلمان شرقی بود و در ۵ بازی ملی حضور داشت.